# Gert Myburgh
Gert Benjamin Myburgh (né le 13 janvier 1940 en Afrique du Sud et mort le 11 mars 1996 à Pretoria) est un avocat et un homme politique sud-africain, membre de la chambre de l'assemblée du parlement pour la circonscription de East London City (1977-1981), pour Port Elizabeth North (1987-1994) puis membre de l'assemblée nationale pour le Cap-Oriental (1994-1996). Membre du Parti national, il est ministre-adjoint à l'ordre public dans le gouvernement de Klerk et ministre-adjoint à la justice de 1994 à 1996 dans le gouvernement Mandela.

## Biographie
Diplômé en droit, Gert Myburg travaille successivement pour les municipalités de Uitenhage (1960) et de Port Elizabeth (1970-1973). Avocat, nommé à la cour suprême en 1975, membre du conseil du bareau d'Afrique du Sud (1976-1978), Gert Myburgh est élu au parlement lors des élections du 30 novembre 1977 où il représente la ville de East London jusqu'au 28 avril 1981.
Il est ensuite député de Port Elizabeth nord à la suite des élections législatives de 1987 et participe, en tant que délégué du Parti national aux négociations constitutionnelles, de 1991-1993.
Ministre-adjoint dans les gouvernements de Frederik de Klerk et de Nelson Mandela, il est réélu au parlement sur la liste du parti national pour la province du Cap-Oriental. Gert Myburgh meurt d'une crise cardiaque dans son bureau ministériel le 11 mars 1996.